# معمای جدید استقرا
سابی (سبز + آبی) و آبز (آبی + سبز) مثال‌هایی از گزاره‌های منطقی هستند که نلسون گودمن در کتاب واقعیت، داستان و پیش‌بینی، برای بیان «معمای جدید استقرا» (به انگلیسی: New riddle of induction)، ابداع کرده‌است. این مسئله جانشین مسئله استقرای هیوم است. این گزاره‌ها به خاطر اینکه وابسته به زمان هستند، غیرعادی‌اند. خیلی از افراد برای حل این مسئله بر اساس تحلیل خودِ این گزاره‌ها تلاش کردند اما هیلاری پاتنم و طرفدارانش استدلال کرده‌اند که وابستگی این گزاره‌ها به زمان، بستگی به زبانی دارد که اتخاذ می‌شود، در بعضی زبان‌ها این محمول‌ها همانند محمول‌های آشنایی چون «سبز»، صدق می‌کنند. از نظر گودمن، این مشکل بیانگر مسئله تسری بخشی محمول‌ها است یا به عبارتی بیانگر این مسئله است که کدام تعمیم‌های تجربی قانونمند هستند و کدام یک نیستند. ابداع و استفاده گودمن از سابی و آبز نشان می‌دهد که فیلسوفان چگونه از مثال‌های ساده در فلسفه تحلیلی استفاده می‌کنند.

## سابی و آبز
گودمن «سابی» را نسبت به زمان دلخواه اما ثابتِ t، بدین گونه تعریف می‌کند: یک شیء سابی است اگر و تنها اگر قبل از t دیده شده باشد و سبز باشد، یا دیده نشده باشد و آبی باشد. یک شیء آبز است اگر و تنها اگر قبل از t دیده شده باشد و آبی باشد، یا دیده نشده باشد و سبز باشد.
برای t یعنی یک زمان دلخواه آینده، مثلاً ۱ فروردین ۱۴۱۰، برای همه چیزهای سبز مشاهده شد قبل از t، مثل زمردها و علف‌ها، بر همه آن‌ها محمول‌های سبز و سابی قابل اعمالند. به‌طور مشابه برای همه چیزهای آبی مشاهده شد قبل از t، مثل گل‌های آبی، بر همه آن‌ها محمول‌های آبی و آبز قابل اعمالند. اما در اول فروردین ۱۴۱۰، همه زمردها و علف‌ها آبز هستند و همه گل‌های آبی سابی. محمول‌های سابی و آبز محمول‌های نیستند که ما در روزمره خود یا در علم استفاده می‌کنیم اما آن‌ها دقیقاً به همان روشی که سبز و آبی را تا زمان آینده t پیش‌بینی می‌کنند اعمال می‌شوند. از دید ناظران قبل از زمان t مشخص نیست که کدام محمول‌ها قابل تسری به آینده هستند (سبز و آبی یا سابی و آبز).

## نتیجه‌گیری
به طور خلاصه، معمای جدید استقرا نشان می‌دهد که استقرا را نمی‌توان به شکل صوری، صورتبندی کرد. برای توضیح این مطلب، می‌توان نحوه استفاده در استقرا را با قیاس مقایسه کرد. فرض کنید ما قیاسی به صورت زیر تشکیل می‌دهیم:

همه نهنگ‌ها شکارچی هستند.
بامبی نهنگ است.
بنابراین، بامبی شکارچی است.

این نوع قیاس را می‌توان به شکل صوری نوشت. بدین معنی که "نهنگ بودن"، "شکارچی بودن" و "بامبی بودن" را انتزاع کرد:

همه Xها Y هستند.
m یک X است.
بنابراین، m یک Y است.

همانطور که مشاهده می‌کنید، می‌توان قیاس را به شکل صوری، صورتبندی کرد. اگر به جای X، Y یا m هر چیز دیگری گذاشته شود باز هم (با فرض صدق مقدمات) نتیجه صادق است.
اما معمای جدید استقرا بیان می‌کند که نمی‌توان برای تشکیل استقرا از شکل صوری استفاده کرد.
1. ↑  رضا گندمی نصرآبادی. «معمای جدید استقرا». پرتال جامع علوم انسانی.
2. ↑  Halvorson، Hans. How Logic Works: A User's Guide. ‎ Princeton University Press. ص. ۶-۷. شابک ۰۶۹۱۱۸۲۲۲۱.